# Jäkälärivier
Jäkälärivier (Zweeds – Fins: Jäkäläjoki; Samisch: Jeagilojohka) is een rivier annex beek, die stroomt in de Zweedse  gemeente Kiruna. De rivier ontstaat op de noordelijke hellingen van de Jäkeläive. Ze stroomt naar het noordoosten en bezorgt haar water aan de Ainattirivier. Ze is circa acht kilometer lang.
Afwatering: Jäkälärivier →  Ainattirivier → Könkämärivier → Muonio → Torne → Botnische Golf